# Summum-Chiefs de Saint-Jean-sur-Richelieu
Die Summum-Chiefs de Saint-Jean-sur-Richelieu (englisch Saint-Jean Chiefs) waren eine kanadische Eishockeymannschaft aus Saint-Jean-sur-Richelieu, Québec. Das Team spielte von 2005 bis 2008 in der Ligue Nord-Américaine de Hockey.

## Geschichte
Das Franchise der Chiefs de Laval aus der Ligue Nord-Américaine de Hockey wurde 2005 an die Firma Genex Communications verkauft und in Summum-Chiefs de Laval umbenannt, ehe es ein Jahr später nach Saint-Jean-sur-Richelieu umgesiedelt wurde. Der größte Erfolg der Mannschaft in ihrem insgesamt dreijährigen Bestehen war der Gewinn der Coupe Futura in den Play-offs der Saison 2006/07, nachdem sie in dieser Spielzeit zuvor bereits den ersten Platz nach der regulären Saison belegt hatten. Im Anschluss an die Saison 2007/08 wurde das Team nach Saguenay umgesiedelt, wo es unter dem Namen Marquis de Jonquière am Spielbetrieb der LNAH teilnimmt.

## Team-Rekorde

### Karriererekorde
Spiele: 98  Marco Charpentier
Tore: 80  Marco Charpentier
Assists: 103  Marco Charpentier
Punkte: 183  Marco Charpentier
Strafminuten: 613  L. P. Charbonneau

## Bekannte Spieler
- Garrett Burnett
- David Gosselin
- Ian McIntyre
- Brandon Sugden